# SOHN
SOHN（ソン）は、ロンドン出身のミュージシャン、ソングライター、音楽プロデューサーである。2013年4月、イギリスの名門レーベルである4ADと契約。2014年4月、初のフルアルバムとなる『Tremors』をリリース。自身の作品以外にも、KwabsやBanksの楽曲のプロデュースや、ラナ・デル・レイやライ、ディスクロージャーへのリミックス作品の提供なども行っている。

## ディスコグラフィ

### アルバム
- Tremors (4AD, 2014年)
- Rennen (4AD, 2017年)

### EP
- The Wheel (Aesop Label, 2012年)

### シングル
- Bloodflows (4AD, 2013年)
- Lessons (4AD, 2013年)
- Artifice (4AD, 2014年)
- The Chase (4AD, 2014年)
- Signal (4AD, 2016年)
- Conrad (4AD, 2016年)
- Rennen (4AD, 2016年)
- Hard Liquor (4AD, 2017年)
- Hue/Nil (4AD, 2018年)
- Unfold (Decca, 2018年) (〜と Olafur Arnalds)